# Kościół św. Karola Boromeusza w Antwerpii
Kościół św. Karola Boromeusza (nid. Sint-Carolus Borromeuskerk) – rzymskokatolicka świątynia w belgijskim mieście Antwerpia.

## Historia
Kościół powstał za sprawą zakonu jezuitów, pierwszy jezuita przybył do Antwerpii w 1562 z Hiszpanii. W 1574 roku kupili za 34 000 florenów budynek Huis van Aken. W 1593 wznieśli budynek internatu, a w 1607 rada miasta podarowała im gmach Hof van Liere (obecnie jeden z budynków wchodzących w skład kompleksu Uniwersytetu w Antwerpii), do którego dobudowali renesansowe skrzydło. Na prośbę biskupa Antwerpii jezuici wykładali teologię, apologetykę i egzegezę seminarzystom, a w 1617 rozpoczęli wykładanie matematyki wyższej.
Na początku XVII wieku ojciec Tirinus zakupił wszystkie budynki przy Spruistraat (obecnie Hendrik Conscienceplein) oraz kilka przy Sint-Katelijnevest i Wijngaardstraat. Nowo nabyte budowle wyburzono. Huis van Aken został przebudowany, a w jego północno-wschodniej części w latach 1614-1621 wybudowano obecny kościół św. Karola Boromeusza.
18 lipca 1718 w dach kościoła uderzył piorun. Spłonęło około 40 obrazów dekorujących sklepienie, dzieła Petera P. Rubensa. Budynek odbudowano po trzech latach.
W 1773 zlikwidowano jezuicką placówkę zakonną w Antwerpii.

## Architektura i wyposażenie
Jest to barokowa, trójnawowa, hala emporowa. Fasada kościoła jest zainspirowana fasadą rzymskiej świątyni Il Gesù. Część detali na fasadzie jest przypisywana flamandzkiemu malarzowi Peterowi Paulowi Rubensowi. W absydę kościoła wbudowana jest 58-metrowa dzwonnica.